# Périgord Noir

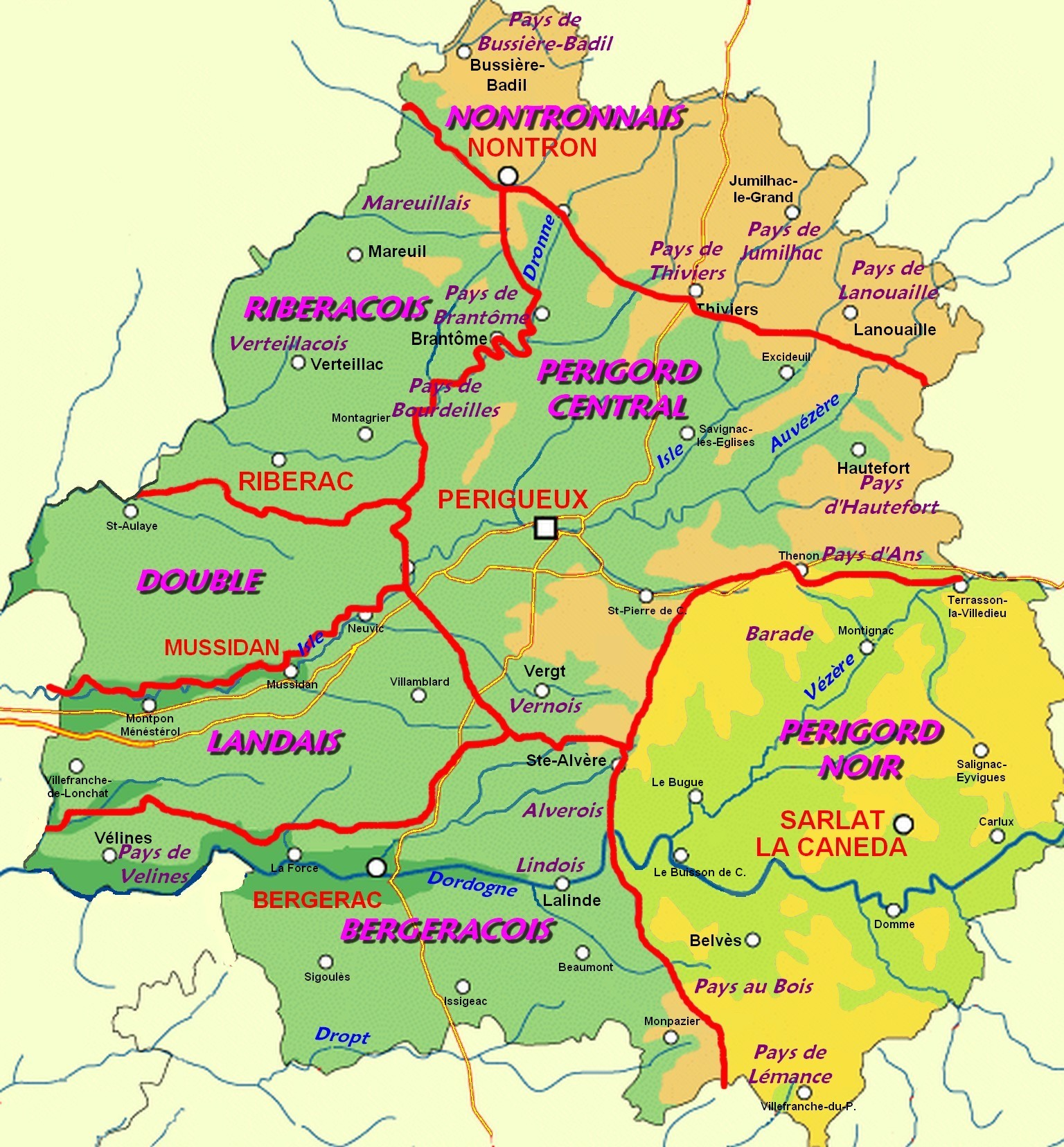
Ligging van de Périgord Noir in de Périgord

Périgord Noir (Zwart-Périgord) is het bekendste en meest toeristische deel van het departement Dordogne van de regio Aquitanië in Frankrijk.

## Bezienswaardigheden
Het is een toeristisch gebied door zijn vele grotten met prehistorische rotswandschilderingen. De bekendste is Lascaux, waarvan heden enkel een replica te bezoeken is. Originele tekeningen zijn te bezichtigen in de Grotte de Font-de-Gaume in Saint-Cyprien. Bij Rouffignac ligt de Grotte de Rouffignac waar een treintje doorheen rijdt. 
De regio kent ook meerdere bezienswaardige kastelen zoals Kasteel van Beynac, Kasteel van Castelnaud of Kasteel Les Milandes.
Ook zijn er druipsteengrotten zoals Grotte du Grand Roc bij Les Eyzies-de-Tayac of  La Grotte De Domme in de gelijknamige stad. Verder zijn er nog diverse kastelen en abriwoningen. 
In Le Bugue ligt het ‘Aquarium du Périgord Noir‘.
Bij Les Eyzies-de-Tayac bevinden zich het Musée National de Préhistoire met de belangrijkste collectie prehistorische artefacten van heel Frankrijk, en het Musée de la Spéléologie.
Zie ook Grotten van Dordogne.

## Bekende plaatsen
Bekende plaatsen zijn:
- Belvès
- Carlux
- Domme
- Les Eyzies
- Le Bugue
- Montignac
- Salignac
- Saint-Cyprien
- Sarlat-la-Canéda
- Terrasson-Lavilledieu
- Villefranche-du-Périgord